# フラビンモノヌクレオチド
フラビンモノヌクレオチド（Flavin mononucleotide、FMN）またはリボフラビン-5'-リン酸（riboflavin-5'-phosphate）は、NADHデヒドロゲナーゼを含む様々な酸化還元酵素の補欠分子族であり、リボフラビンキナーゼによってリボフラビン（ビタミンB2）から合成される。触媒回路において、酸化型(FMN)とセミキノン(FMNH•)そして還元型(FMNH2)は可逆的に相互変換できる。FMNはNADと比べて強力な酸化剤であり、1から2個の電子輸送を担う。
FMNは細胞と組織で見つかる主要なリボフラビンの型である。合成するには高くつくが、リボフラビンより溶けやすい。
E番号はE101aで、食品の着色料として使われる。
非常に関連性の大きな着色料にリボフラビン-5'-リン酸ナトリウム（E106）があり、リボフラビンの5'-一リン酸エステルのモノナトリウム塩が主成分である。摂取すると速やかにフリーのリボフラビンに変換される。この着色料はジャムや乳製品、お菓子そして砂糖製品など幼児や子ども向けの多くの食品に使われている。